# Multicast Listener Discovery
Multicast listener discovery, MLD — протокол стека IPv6, встроенный в ICMPv6 и использующийся для определения получателей мультивещательных запросов (англ. multicast). Аналогичную роль в стеке протоколов IPv4 выполняет протокол IGMP: MLDv1 похож на IGMPv2, а MLDv2 аналогичен IGMPv3. Первая версия протокола (MLDv1) описана в RFC 2710, вторая (MLDv2) — в RFC 3810 и обновляющем его RFC 4604.

## Поддержка в ОС
Протокол MLDv2 поддерживается операционными системами:
- Windows Vista и более поздними (с версии 6.0),
- FreeBSD — с версии 8.0,
- ядром Linux — с версии 2.5.68.